# Thomas Cook Airlines
A Thomas Cook Airlines foi uma companhia aérea do Reino Unido que pertencia ao Thomas Cook Group. Decretou falência em 23 de setembro de 2019..

## Frota

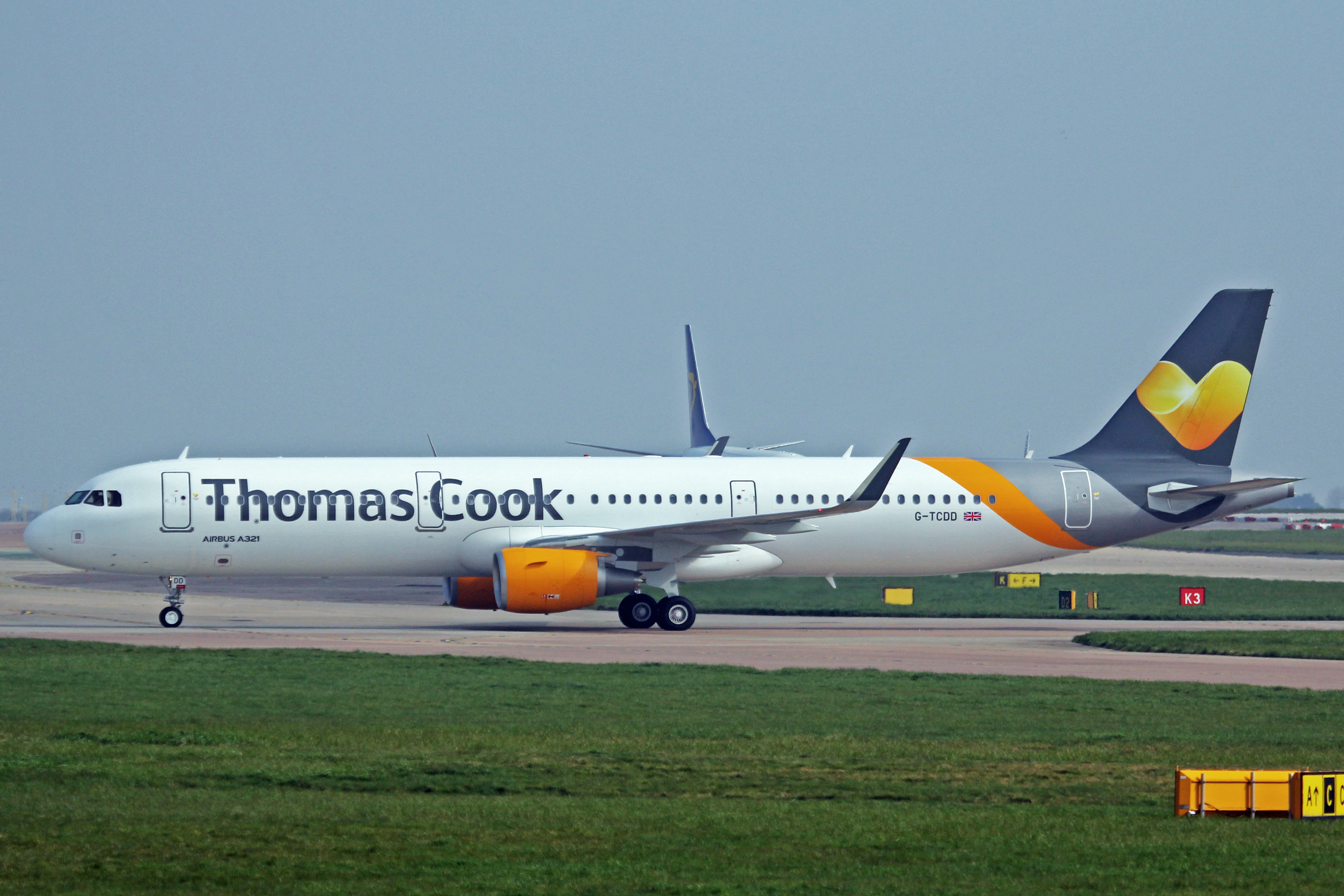
Airbus A321 da Thomas Cook Airlines.

Em novembro de 2016:
- Airbus A321-200: 21
- Airbus A330-200: 6
- Boeing 757-300: 2
- Boeing 767-300ER: 3